# Steve Cherundolo
Steven Emil "Steve" Cherundolo (født 19. februar 1979 i Rockford, Illinois, USA) er en tidligere amerikansk fodboldspiller samt nuværende træner, der har tilbragt hele sin seniorkarriere, startende i 1999 samt sluttende i 2014, som højre back hos den tyske Bundesliga-klub Hannover 96. Han har  spillet over 368 betydende kampe for klubben, som han også var viceanfører for.

## Landshold
Cherundolo står (pr. 20. oktober 2012) noteret for 87 kampe og to scoringer for USA, som han debuterede for den 8. september 1999 i et opgør mod Jamaica. Han repræsenterede sit land ved både VM i 2002, hvor USA nåede kvartfinalerne, samt ved VM i 2006, hvor holdet blev slået ud i den indledende runde.

## Personlige liv
Cherundolo's holdkammerater og fans kalder ham Dodo. Eftersom han nu har spillet i Hannover 96 i rigtig mange år, har han også fået kældenavnet Mayor of Hannover.
Han giftede sig med Mandy Rosier i 2009.
Cherundolo kan tale flydende engelsk og tysk.